# Béla Zulawszky
Béla Zulawszky (* 23. Oktober 1869 in Tőketerebes, Österreich-Ungarn; † 24. Oktober 1914 in Sarajevo, Bosnien und Herzegowina) war ein ungarischer Fechter.

## Leben
Bei den Olympischen Spielen 1908 in London gewann Béla Zulawszky in der Einzelkonkurrenz mit dem Säbel hinter Jenő Fuchs die Silbermedaille. Mit dem Degen war er in der Vorrunde ausgeschieden. Vier Jahre später nahm er auch an den Olympischen Spielen 1912 in Stockholm teil, wo er mit dem Säbel und mit dem Florett jeweils nicht über das Halbfinale hinauskam.
Zulawszky schloss 1897 sein Universitätsstudium ab und arbeitete im Anschluss als Turnlehrer an einer Militärakademie in Kőszeg. 1912 trat er der ungarischen Armee als Offizier bei und wurde später Major. Zu Beginn des Ersten Weltkriegs, im Oktober 1914, fiel er in Sarajevo.